# 1406 en musique classique
| \| • Retour à la chronologie générale de la musique classique • \| |
| Grèce • Rome • Haut Moyen Âge • VIIIe siècle • IXe siècle • Xe siècle • XIe siècle XIIe siècle • XIIIe siècle • XIVe siècle • XVe siècle • XVIe siècle • XVIIe siècle XVIIIe siècle • XIXe siècle • XXe siècle • XXIe siècle |
| • Retour à la chronologie générale de la musique classique • |

| Années en musique classique : 1403 - 1404 - 1405 - 1406 - 1407 - 1408 - 1409    |
| Décennies en musique classique : 1370 - 1380 - 1390 - 1400 - 1410 - 1420 - 1430 |

Les événements marquants de l’année 1406 en musique classique.